# Stor-Kolatjärnen
Stor-Kolatjärnen är en sjö i Bodens kommun i Norrbotten och ingår i Råneälvens huvudavrinningsområde. Stor-Kolatjärnen ligger i Råneälven Natura 2000-område. Sjöns area är 0,042 kvadratkilometer och den befinner sig 35 meter över havet.